# 賈道
賈道（？—？年），字会稽，號朴菴，直隶保定府束鹿縣人，明朝政治人物。

## 生平
弘治十七年（1504年），賈道中式甲子科順天鄉試舉人。正德九年（1514年）甲戌科登三甲第一百三十名進士，獲授山东益都县知县，升任户部主事，监督河西税务；在家鄉讲明道学，得士人尊敬，為官廉洁，去世後財物少得無法敛葬，讓時人推崇。

## 家族
曾祖賈宽。祖父賈忠，義官。父賈瓉。母高氏；继母范氏。弟賈運，正德三年進士。贾造、贾途。